# قطیفه
قطیفه نوعی پوشش سنّتی ایرانی است که همراه با لُنگ در گرمابه و هنگام استحمام مورد استفاده قرار می‌گیرد. لنگ به همراه قدیفه دو قطعه لباس برای خشک کردن بدن پس از استحمام هستند که لنگ لباس نیمه پائین بدن و قدیفه حوله‌ای بزرگ برای خشک کردن نیمه‌ی بالای بدن است . کلمۀ « قدیفه » در فارسی دری هم معنا با حوله در کلام فارسی ایرانیان است.
در محاوره قطیفه هم گفته می‌شود.